# Kuranlage Bad Hermannsborn

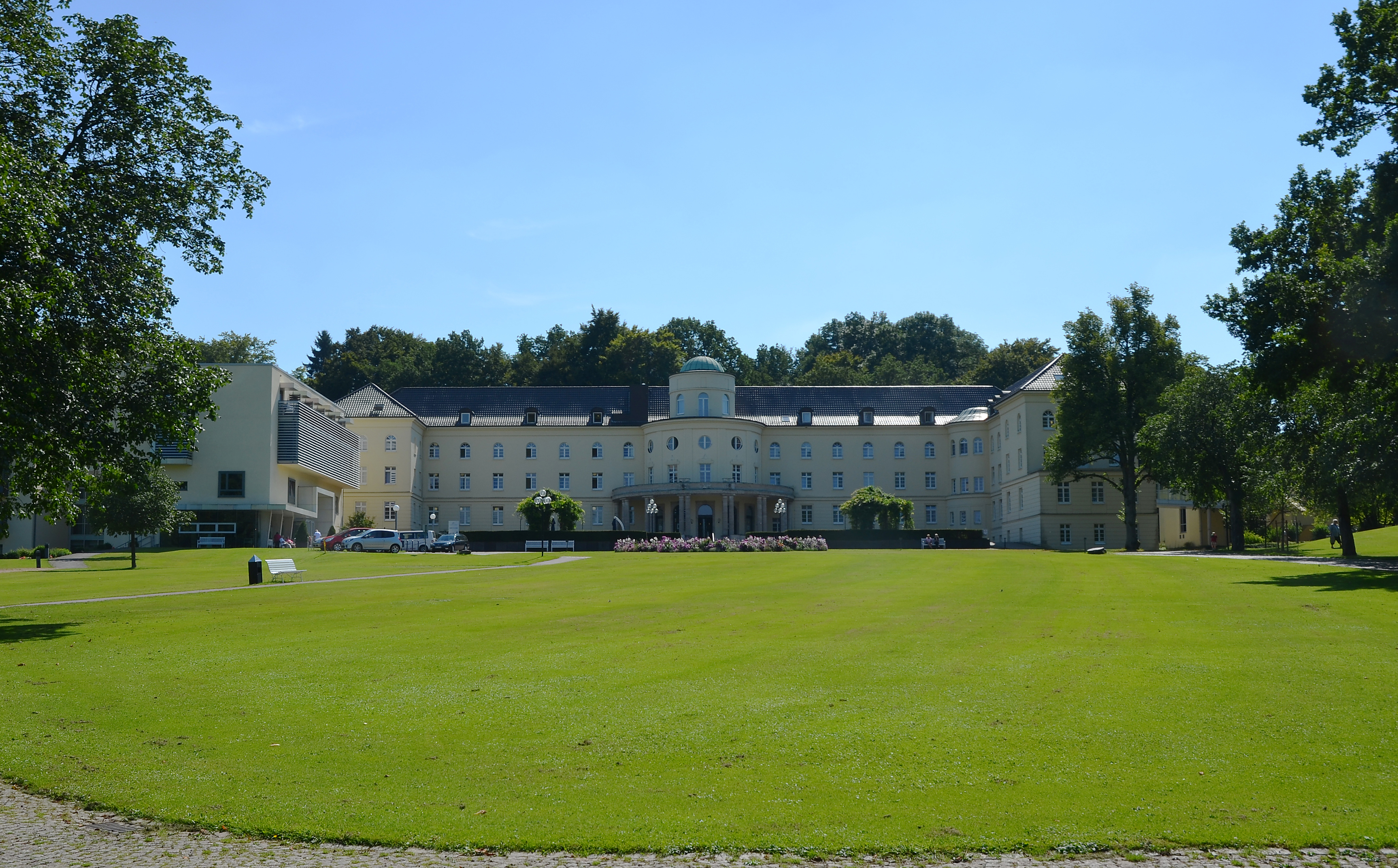
Historisches Kurhaus

Die Parkklinik Bad Hermannsborn ist eine Parkanlage in Pömbsen, einem Ortsteil von Bad Driburg im Kreis Höxter (Nordrhein-Westfalen). Die Schlossanlage auf den Ausläufern des Eggegebirges steht mit Nebengebäuden und Anlagen unter Denkmalschutz.

## Geschichte und Architektur

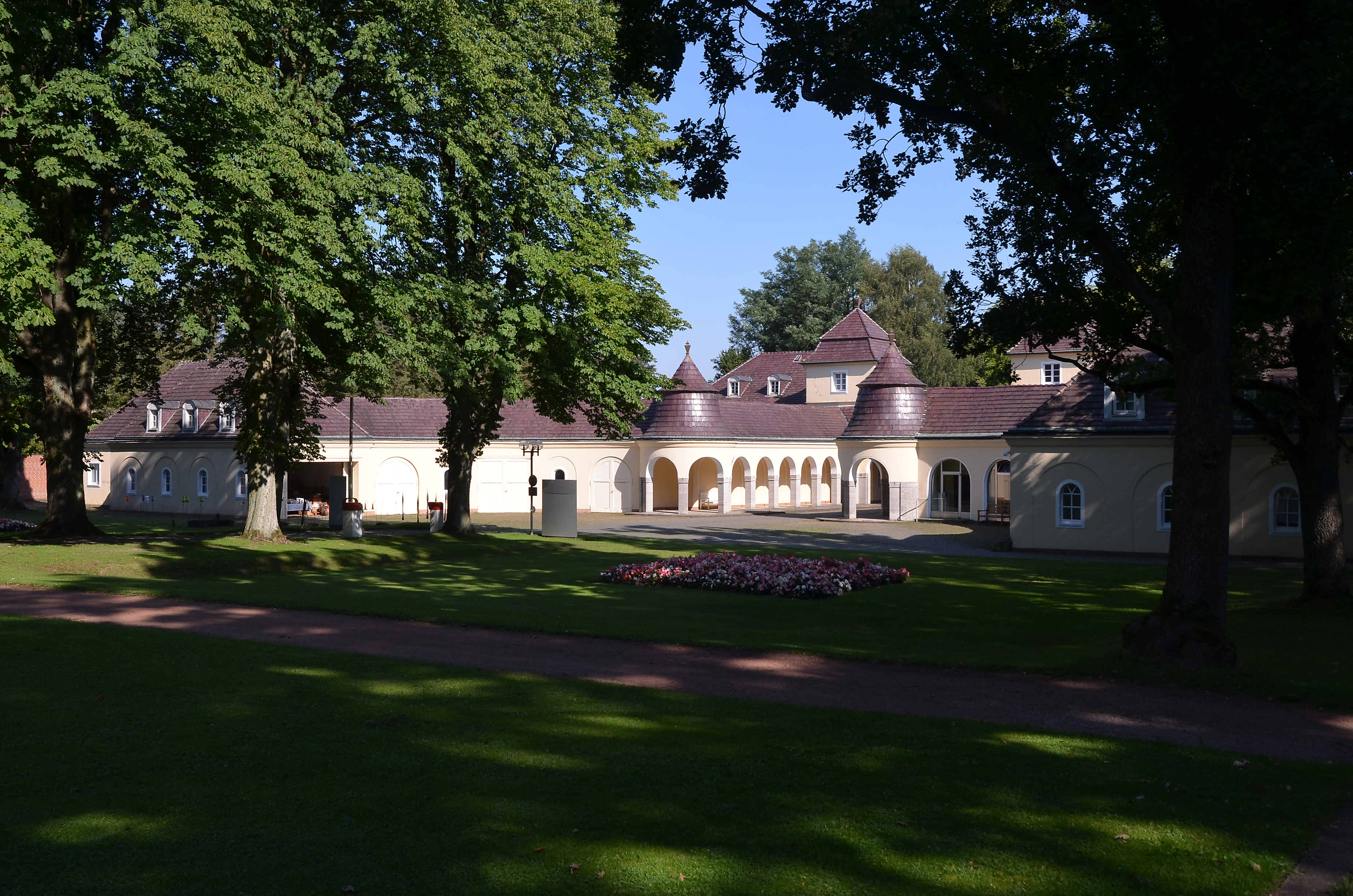
Die Brunnenanlage

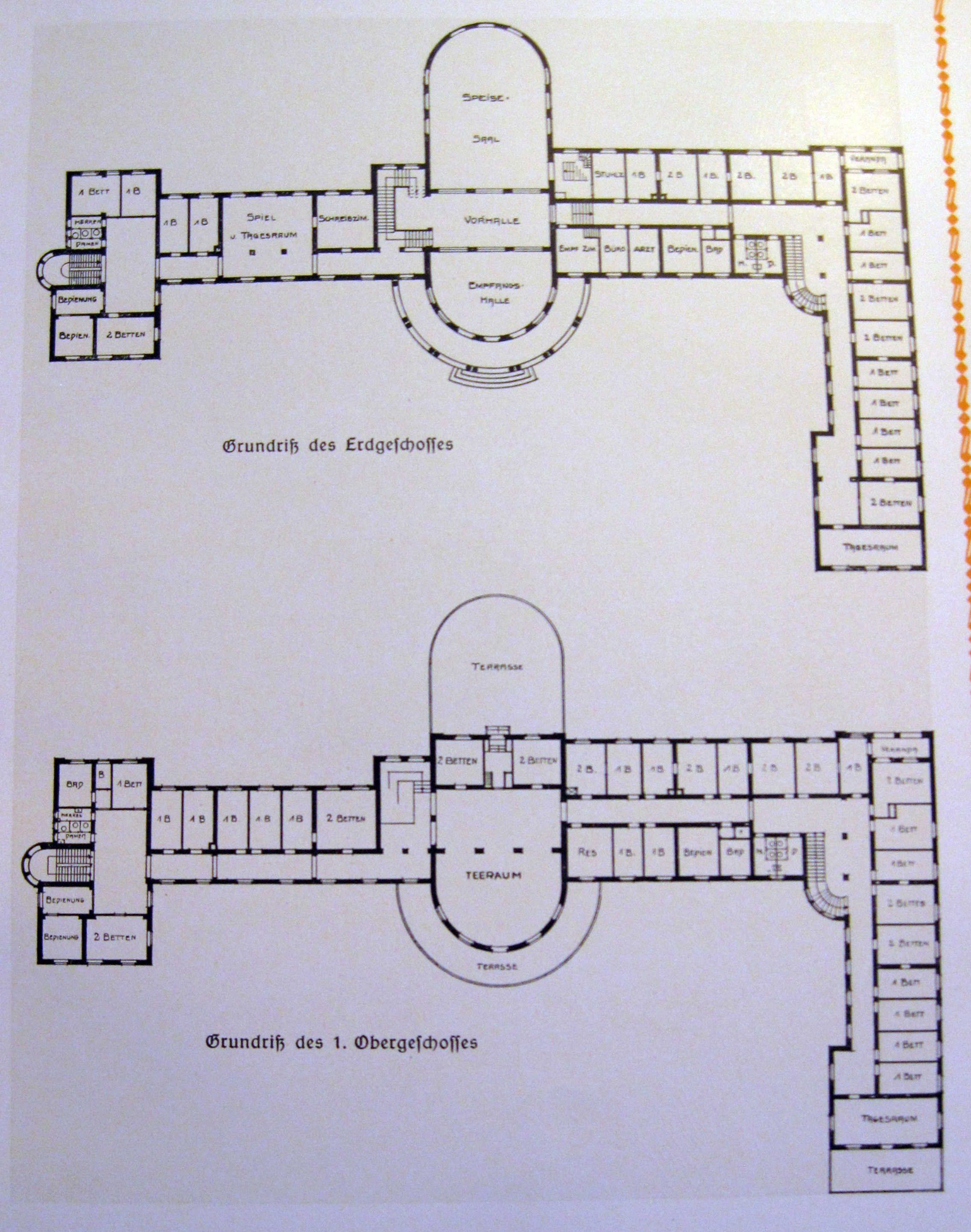
Grundriss des Zentralbaus vor 1925

Der Kaufmann Gustav Thieme aus Dortmund erwarb 1858 das Recht an der Quelle in der Bornwiese und an der Quelle am Rothen Berge zu Pömbsen. Bis zur Anerkennung als Aktiengesellschaft, betrieb die Commandit-Gesellschaft Hermannsborner Verein die Geschäfte. Thieme war über 50 Jahre hier Direktor. Danach verkaufte er die Firma an den Gutsbesitzer Hermann Böckmann, der das Unternehmen glücklos leitete. Bedingt durch den Ersten Weltkrieg und die nachfolgende Wirtschaftskrise, war der Absatz von Sprudel nahezu unmöglich. Die Familie Böckmann gab 1924 auf und die Barmer Ersatzkasse übernahm die damalige Bad Hermannsborn GmbH um hier eine Kur- und Erholungsanlage zu betreiben.
Der Park im Tal des Emmerkebaches ist etwa 20 ha groß, um 1860 begann die Nutzung der Quellen für Trink- und Badekuren Moorbäder. Die Einrichtung des Kurparkes im neobarocken Stil erfolgte ab 1924, wobei die östlichen und westlichen Bereiche landschaftlich gestaltet sind. Ein kleines Eichenwäldchen an der Ostseite ist durch einen Umgangsweg erschlossen, die Unterbepflanzung besteht aus Azaleen und Rhododendren, die in der Blütezeit ein farbenprächtiges Bild bieten.
Das große Kurhaus wurde 1925 errichtet, es erinnert an barocke Schlossbauten, die Bauleitung hatte der Architekt Julius Beckmann aus Barmen. Die Grundsteinlegung erfolgte am 10. Mai 1924, Richtfest war am 25. September 1924, eingeweiht wurde das Gebäude am 22. Mai 1925. Es waren zwischen 200 und 300 Arbeiter am Bau beschäftigt, schweres Baugerät wurde nicht eingesetzt.
Der Grundriss des Zentralbaues entspricht dem eines großen ländlichen Wohnhauses der Barockzeit. Ein großer Empfangsraum und Gartensaal bilden den Mittelpunkt, das große Deckengemälde steht ebenfalls unter Denkmalschutz, die Wände sind mit kaukasischem Nussbaum verkleidet.
Durch Erweiterungen in den letzten Jahren erhielt das Gelände sein heutiges Erscheinungsbild.
Seit dem 1. September 2006 gehört die Klinik unter dem Namen Park-Klinik Bad Hermannsborn zur Bad Driburger Unternehmensgruppe Graf von Oeynhausen-Sierstorpff. Heute hat die Klinik 216 Betten.

## Ansichten

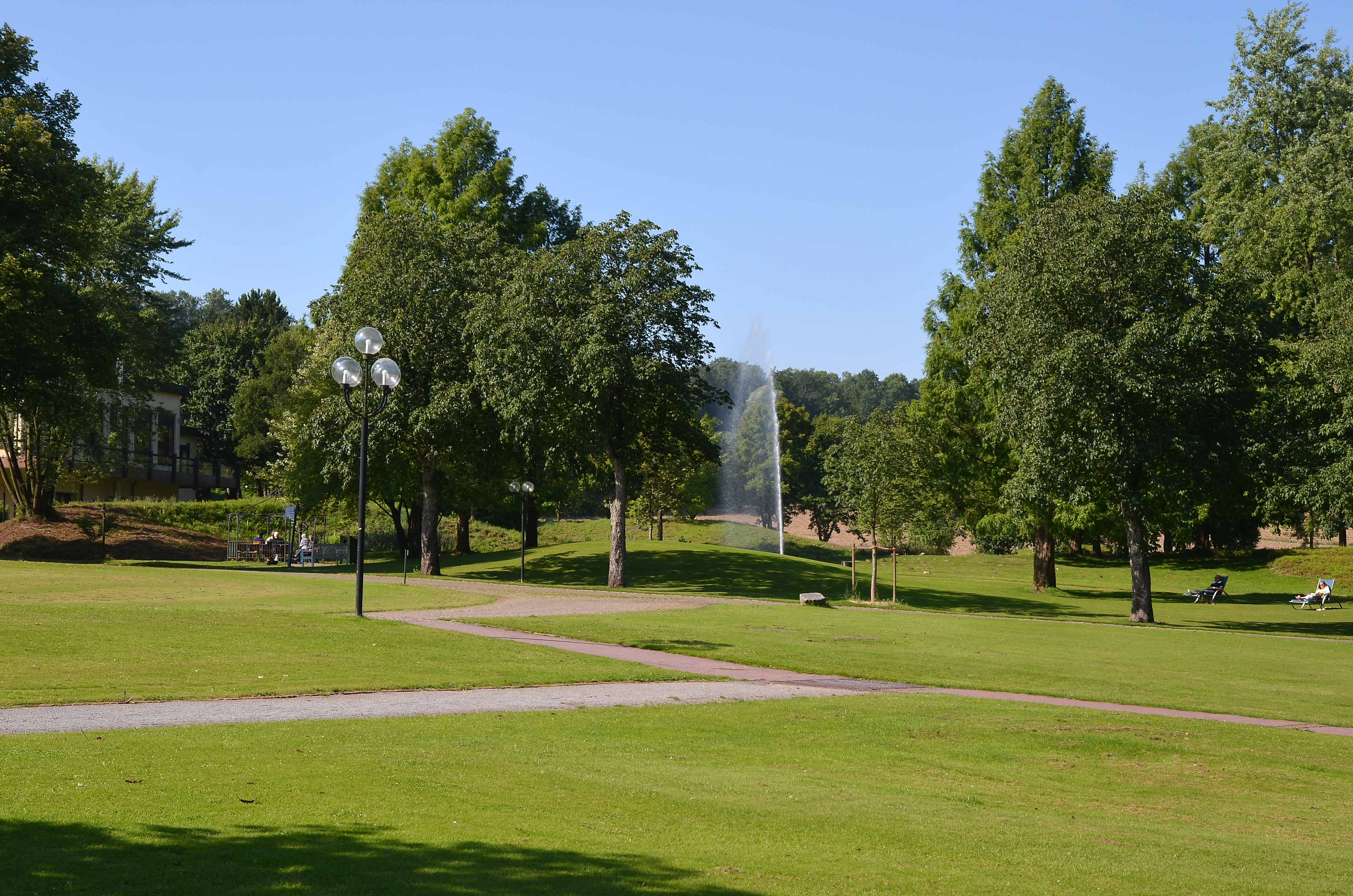
Teilansicht des Parks
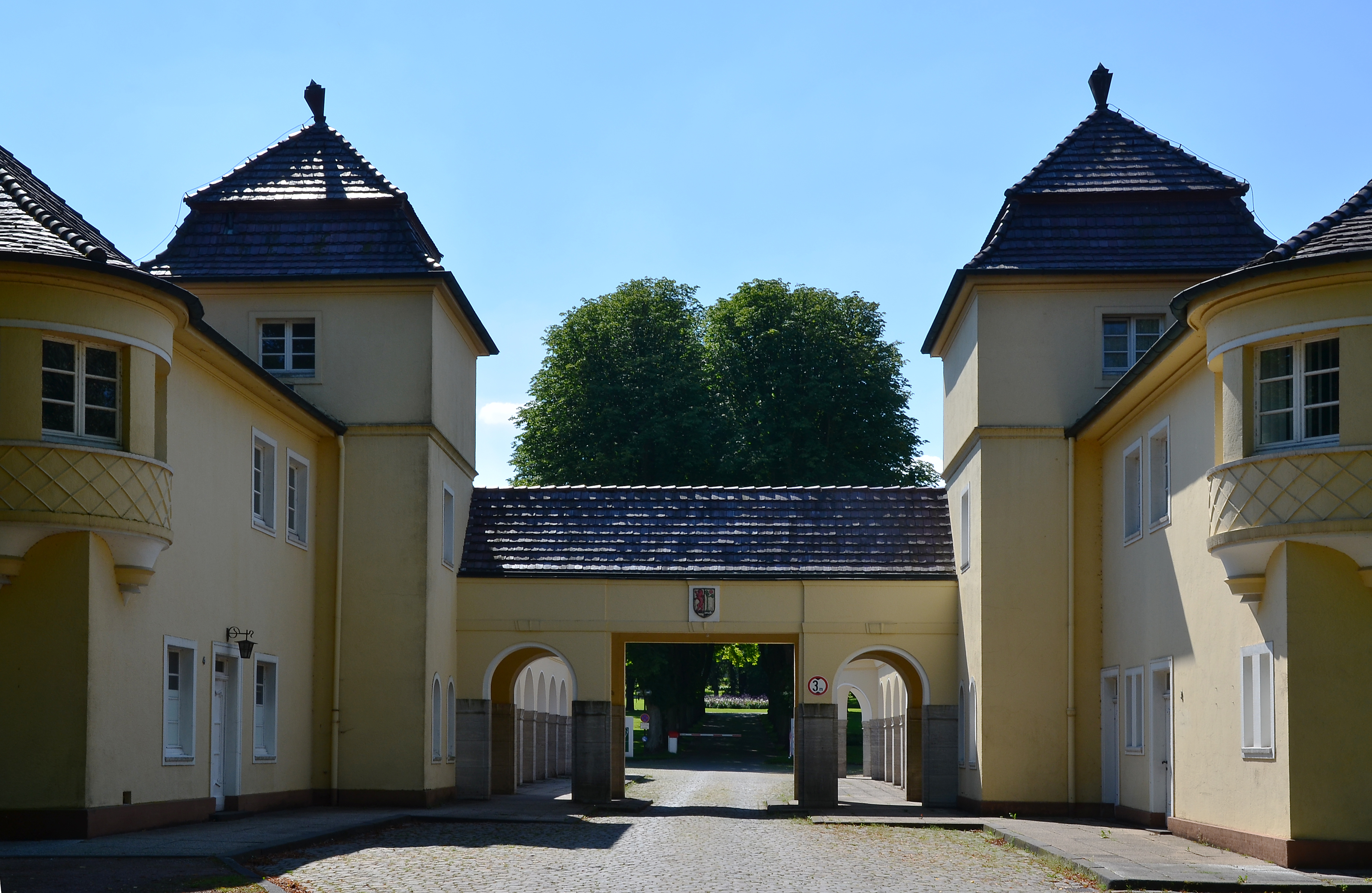
Eingangsportal
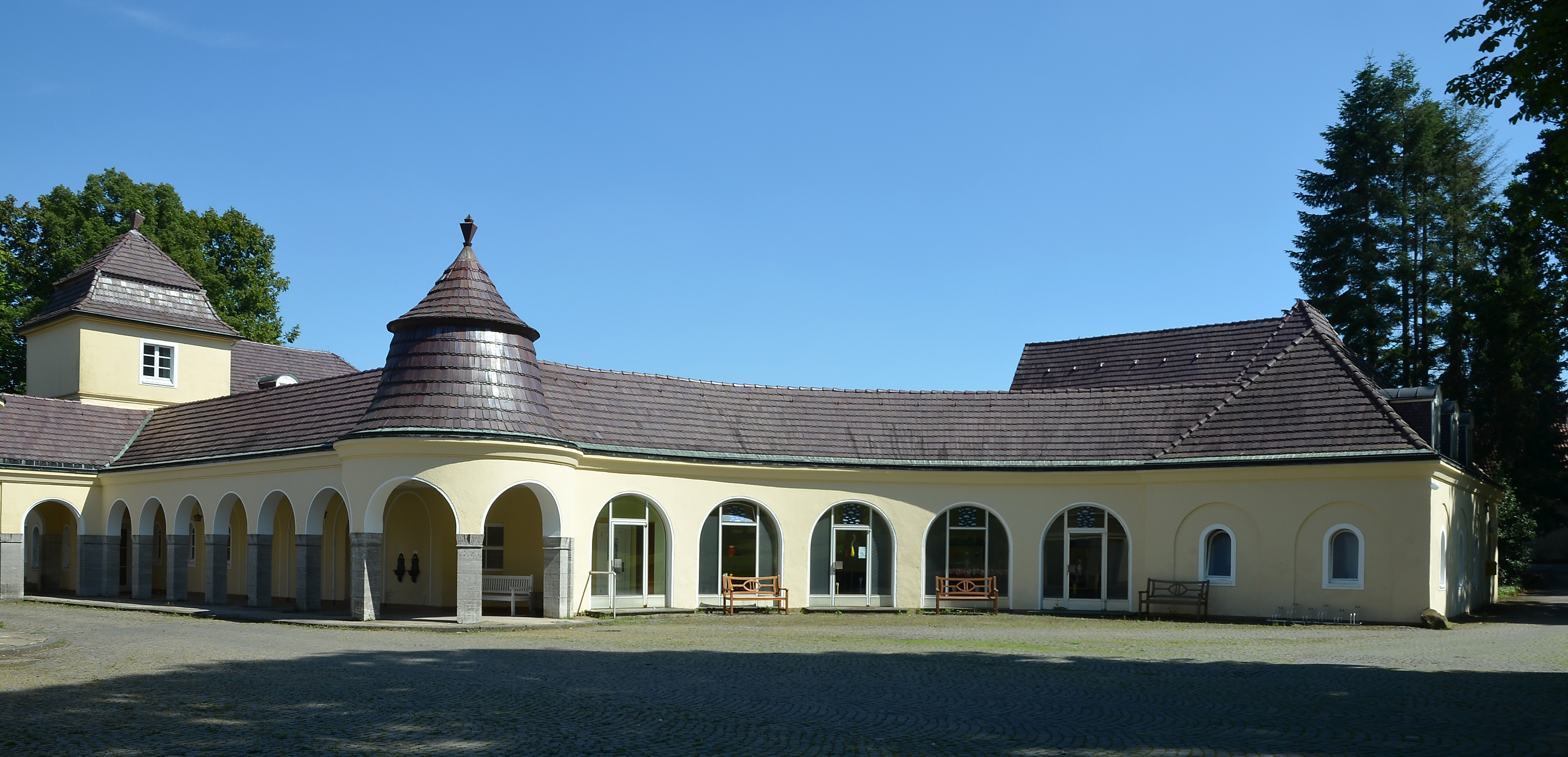
Brunnenanlage, östliches Gebäude
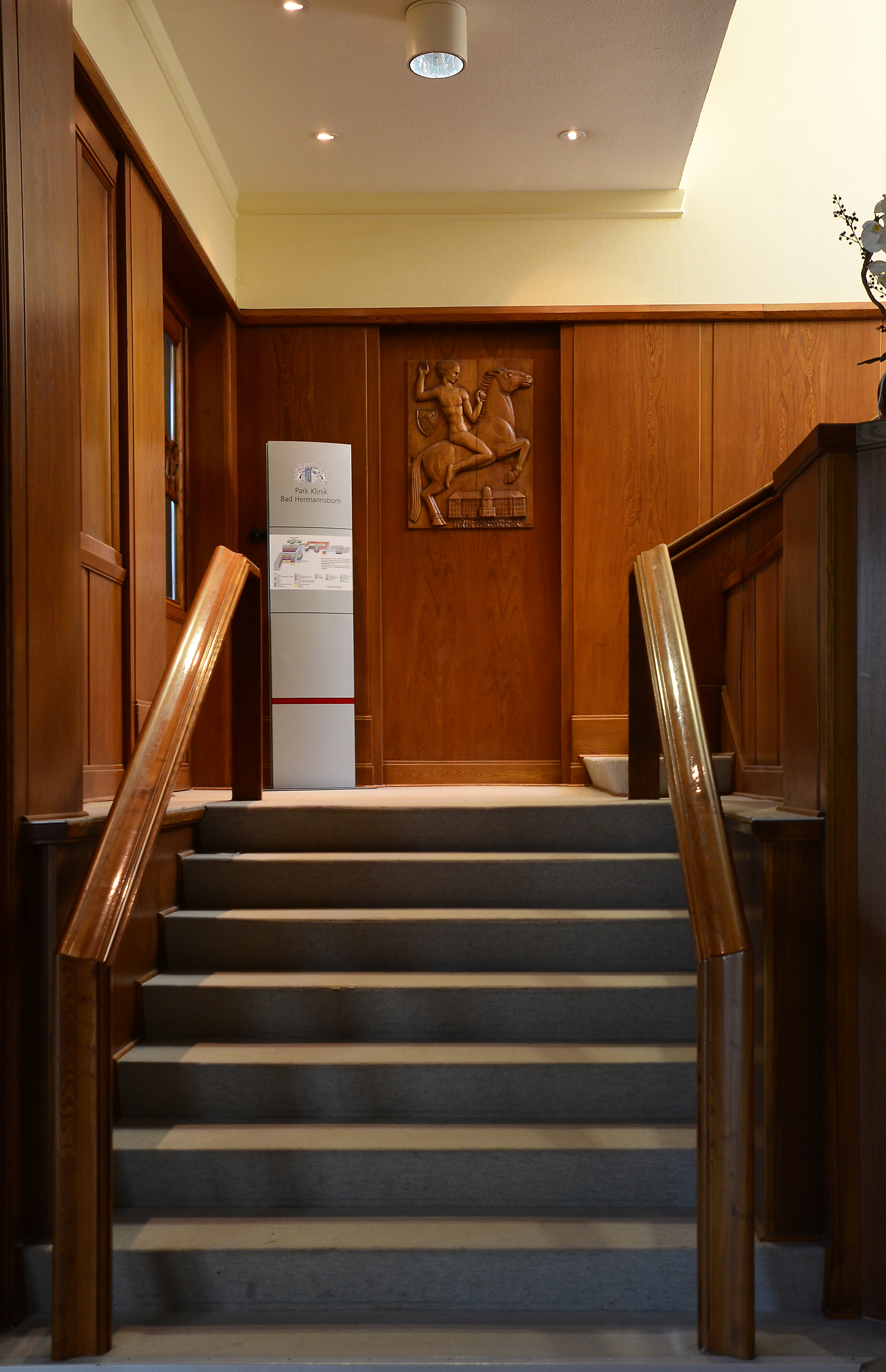
Vertäfelung mit Schnitzarbeit (kaukasischer Nussbaum) im Vestibül
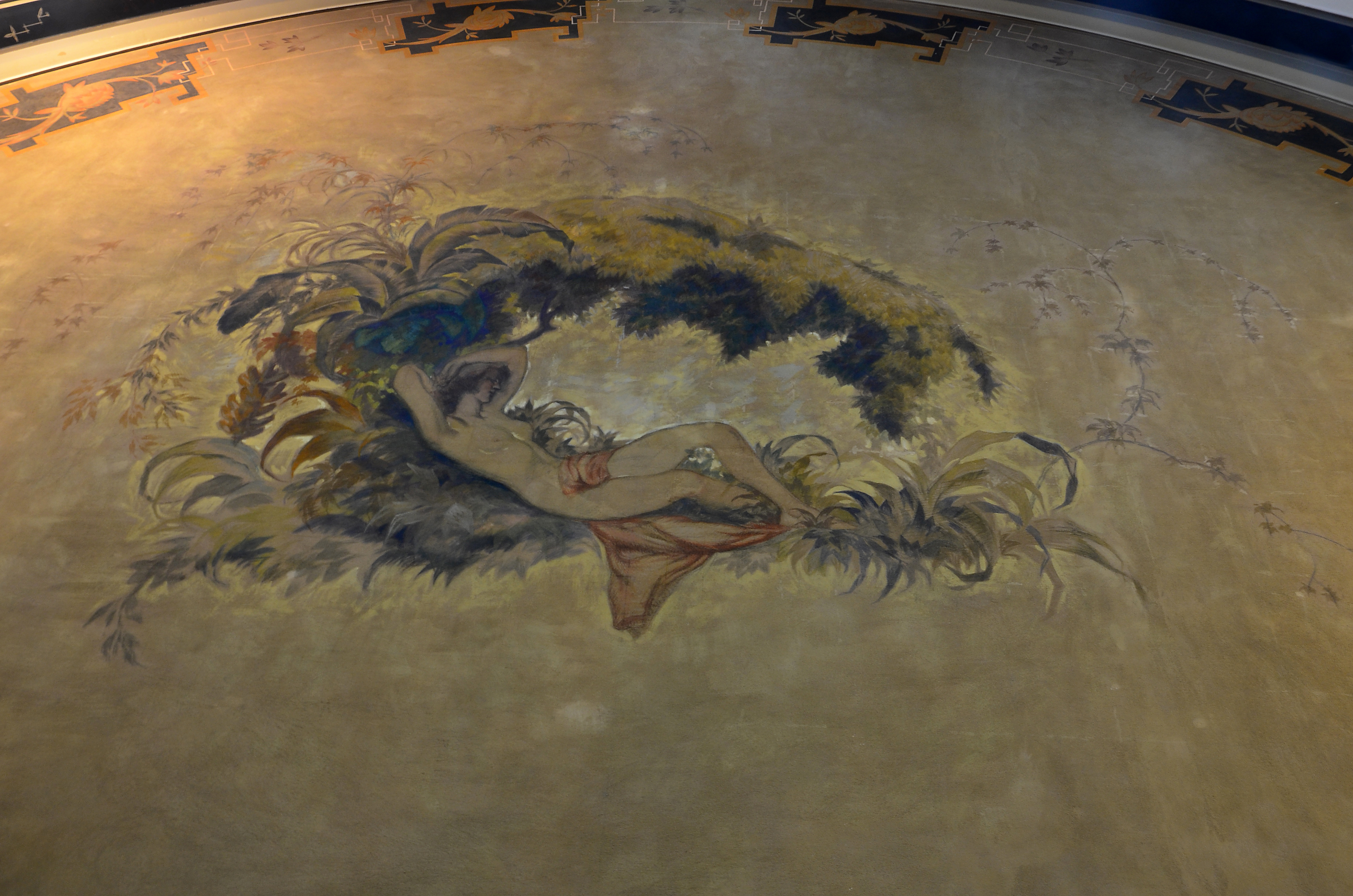
Denkmalgeschütztes Deckengemälde im Vestibül